# Shor-algoritmus
A Shor-algoritmus (kvantumszámítógépekre tervezett) kvantumalgoritmus, amellyel polinomiális időben végezhető el az egész számok prímfelbontása. Az algoritmust feltalálójáról, Peter Shor amerikai matematikusról nevezték el.
Ha N jelöli a számot, amelynek prímtényezőit keressük (tehát a bemenet mérete log N), akkor az algoritmus O((log N)3) időben fut le. Ez azt jelzi, hogy a prímfelbontási probléma a BQP bonyolultsági osztályba tartozik.
A Shor-algoritmus hatékonysága a kvantum Fourier-transzformáció és az ismételt négyzetre emelésekkel végrehajtott moduláris hatványozás hatékonyságán alapszik.
A prímfelbontás a rejtettrészcsoport probléma speciális esete (amelyben egy véges kommutatív csoport részcsoportját keressük); a kvantuminformatika fontos kérdése, hogy általánosítható-e az algoritmus bonyolultabb szerkezetű csoportokra. A tetszőleges permutációcsoportokra való általánosítás megoldaná a gráfizomorfizmus problémáját.